# Aporosa brevicaudata
Aporosa brevicaudata är en emblikaväxtart som beskrevs av Ferdinand Albin Pax och Käthe Hoffmann.
Aporosa brevicaudata ingår i släktet Aporosa och familjen emblikaväxter. Inga underarter finns listade i Catalogue of Life.